# Jacobo Arbenz Guzmán
Pułkownik Jacobo Árbenz Guzmán (ur. 14 września 1913 w Quetzaltenango, zm. 27 stycznia 1971) – prezydent Gwatemali od 1951, obalony w 1954 w wyniku zamachu stanu wspieranego przez CIA (Operation PBSUCCESS) i zastąpiony przez wojskową juntę pod przywództwem pułkownika Carlosa Castillo Armasa.
W młodości wstąpił do wojska gdzie szybko osiągał kolejne stopnie stając się jednym z najbardziej wpływowych oficerów w kraju. W 1944 roku obalił wojskową juntę i zdecydował o wolnych wyborach. W kolejnych latach rządzili jego sojusznicy wywodzący się z koalicji ugrupowań lewicowych. W 1950 roku wziął udział w wyborach prezydenckich w których zwyciężył i rok później objął urząd. W trakcie swoich rządów zdecydował się na reformę rolną, która spowodowała wywołanie konfliktu ze Stanami Zjednoczonymi Ameryki. W konsekwencji prezydent został obalony w 1954 roku w puczu zorganizowanym przez amerykańskie służby. Resztę życia spędził na emigracji. Jego obalenie doprowadziło do destabilizacji kraju przejawiającej się w postaci długoletniej wojny domowej.

## Życiorys

### Wczesne życie
Urodził się w 1913 roku w mieście Quetzaltenango jako syn szwajcarskiego farmaceuty osiadłego w Gwatemali w roku 1901. Jego rodzina była dość zamożna i zaliczała się do klasy wyższej. Okres dzieciństwa został przez przyszłego prezydenta opisany jako wygodny. Jego ojciec z czasem wpadł w uzależnienie od morfiny i zaczął zaniedbywać rodzinny biznes. Rodzina zmuszona została przenieść się do wiejskiej posiadłości którą oddał im zamożny przyjaciel. Początkowo młody Guzmán marzył o uczelni i zostaniu inżynierem czy ekonomistą jednak z braku funduszy został zmuszony rozpocząć edukację w kierunku wojskowym - jedyne stypendium dostępne było w szkole kadetów Gwatemalskiej Akademii Wojskowej. Młody Guzmán przeszedł wszystkie egzaminy wstępne i w 1932 roku został kadetem. Dwa lata później jego uzależniony od narkotyków ojciec popełnił samobójstwo.
W szkole został uznany za wyjątkowego i bardzo zdolnego ucznia. Został mu nadany stopień sierżanta a więc najwyższy stopień wśród kadetów. Jego zdolności przyniosły mu szacunek oficerów w tym dyrektora szkoły majora Johna Considine i innych prowadzących szkołę amerykańskich oficerów. W 1935 roku ukończył Gwatemalską Akademię Wojskową. W 1937 roku ponownie trafił do akademii. Przeszedł tam lekcje w zakresie wojskowości, historii i fizyki. W 1943 roku został awansowany do stopnia pułkownika zostając tym samym trzecią najważniejszą osobą uczelni a zarazem jednym z niewielu młodych oficerów o tak wysokim prestiżu. W 1938 roku poznał swoją przyszłą żonę Maríę Cristine Vilanovę będącą córką bogatego właściciela ziemskiego z Salwadoru. Młodzi pobrali się kilka miesięcy później. Arbenz stwierdził później że żona miała na niego duży wpływ. To właśnie przez nią spotkał się z ideologią lewicową, którą sama poznała w trakcie uczestnictwa w kongresie kobiet.

### Pucz i wczesna kariera polityczna

#### Historyczne tło

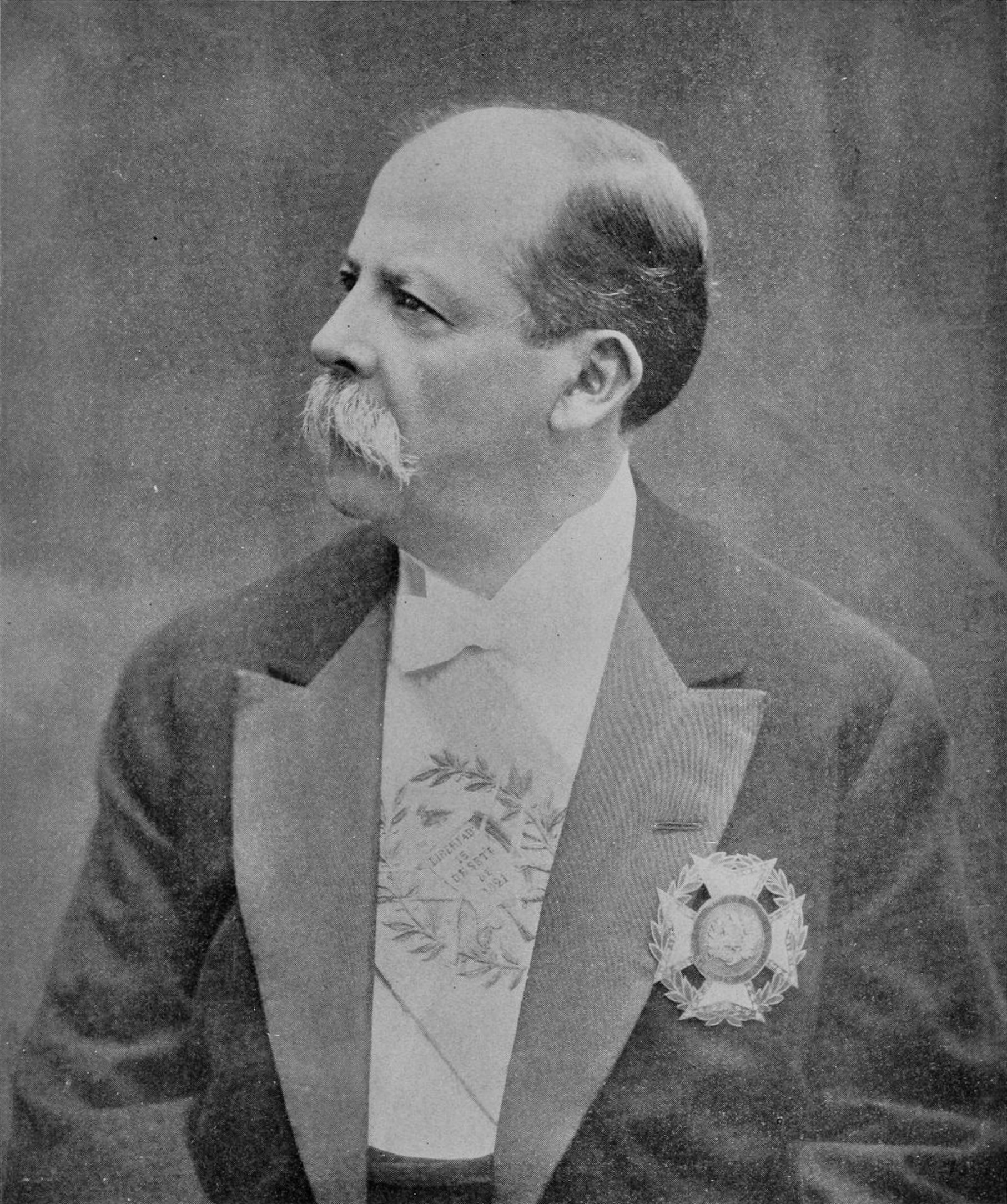
Manuel Estrada Cabrera

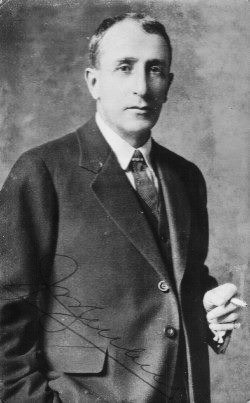
Jorge Ubico

Od końca XIX wieku Gwatemala przeżywała liczne kryzysy. Po rewolucji z 1871 roku liberalny rząd Justo Rufino Barrios nasilił w kraju produkcję kawy co wymagało ogromnego poszerzenia liczby pracowników i obszaru latyfundiów. Rząd zmusił do praktycznie darmowej pracy miejscowych tubylców którzy służyli właścicielom ziemskim a później niemieckim osadnikom. Na system Gwatemali coraz bardziej wywierały wpływy Stany Zjednoczone które po wypchnięciu z regionu europejskich mocarstw kolonialnych w latach 90. XIX wieku ustanowiły w regionie Ameryki Łacińskiej własną hegemonią (doktryna Monroego). Dyktatorzy rządzący w Gwatemali od końca XIX wieku do początku XX wieku byli na ogół bardzo przychylnie nastawieni do USA i reprezentowali amerykańskie interesy gospodarcze i polityczne. USA nie musiało więc używać wobec Gwatemali jawnej siły militarnej (jak to zrobiło w przypadku państw takich jak Haiti, Kuba i Nikaragua). Gwatemalskie wojsko i policja stale współpracowała z armią USA i tamtejszym Departamentem Stanu zabezpieczając amerykańskie interesy w kraju. Rząd Gwatemali zwolnił nawet kilka amerykańskich korporacji z płacenia podatków. Ulgi dotyczyły zwłaszcza United Fruit Company. Wiele gruntów sprywatyzowano i sprzedano tejże korporacji wliczając w to ogromne połacie publicznych gruntów.
W 1931 roku do władzy doszedł wspierany przez USA dyktator Jorge Ubico. Zainicjował on najbardziej brutalną i represyjną juntę wojskową w historii Ameryki Środkowej. Podobnie jak Manuel Estrada Cabrera utworzył szeroką sieć szpiegów i informatorów oraz dokonał egzekucji i tortur na dużej liczbie przeciwników politycznych. Ubico był bogatym (przybliżony dochód w latach 30. to przybliżony dochód 215 tysięcy dolarów rocznie) arystokratą i zagorzałym antykomunistą konsekwentnie stojącym po stronie United Fruit Company (rozdając jej setki tysięcy hektarów gruntów i zwalniając ją z podatków w niektórych regionach), właścicieli ziemskich i miejskich elit w sporach z chłopstwem. Ubico wprowadził system zbliżony do niewolnictwa chłopów sprawiając że UFC znalazło łatwy dostęp siły roboczej. Wprowadził on też przepisy prawne pozwalające ziemianom na egzekucje pracowników co miało być karą dyscyplinarną. Sam otwarcie identyfikował się jako faszysta i podziwiał dyktatorów takich jak Francisco Franco, Adolf Hitler (do którego rządów się porównywał) i Benito Mussolini. Ubico był pogardliwy względem rdzennych mieszkańców których nazywał zwierzętami. Ekscentryczny dyktator powierzył ochronę swojego bytu armii amerykańskiej której pozwolił na interweniowanie w sprawy wewnętrzne państwa.  Dyktator przy tym uważając się za kolejnego Napoleona przeprowadził militaryzację życia społecznego.
Rządy Ubico miały też swoje pozytywne strony przynosząc państwu względną stabilizację w okresie wielkiego kryzysu oraz doprowadziły do osłabienia galopującej inflacji.
Po 14 latach krwawych rządów aroganckie i represyjne działania Ubico spotkały się w 1944 roku z aktem pokojowego nieposłuszeństwa intelektualistów, klasy średniej i młodszych oficerów armii. 1 lipca tego roku Ubico po strajku generalnym i ogólnokrajowych protestach złożył swój urząd. Początkowo planował przekazać władzę byłemu dyrektorowi policji, generałowi Roderico Anzueto które mógł kontrolować, jednak zauważył, że pronazistowskie sympatie tego oficera uczyniły go bardzo niepopularnym n społeczeństwie jak i armii. Ubico wybrał więc triumwirat złożony z generałów Juana Federico Ponce Vaidesa, Edwarda Villagrana Ariza i Bueneventura Pineda. Generałowie obiecali zwołanie Zgromadzenia Narodowego i przeprowadzenie w nim wyborów na tymczasowego prezydenta. Kongres spotkał się 3 lipca jednak żołnierze siłą zmusili parlamentarzystów do wybrania na urząd Ponce Vaidesa. Rywalem Ponce był doktor Ramón Calderón będący byłym wojskowym który musiał zrezygnować ze służby z powodu alkoholizmu. Ponce kontynuował represyjną polityką administracji Ubico.

#### Przeprowadzenie zamachu stanu i kariera ministerialna

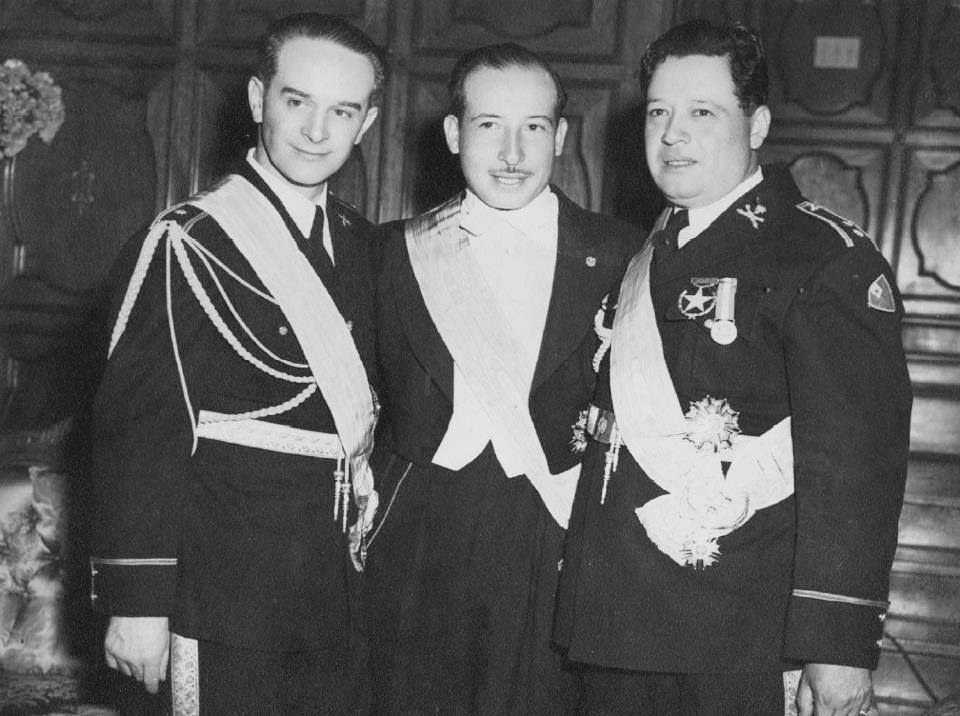
Rząd rewolucyjny powstały w 1944 roku

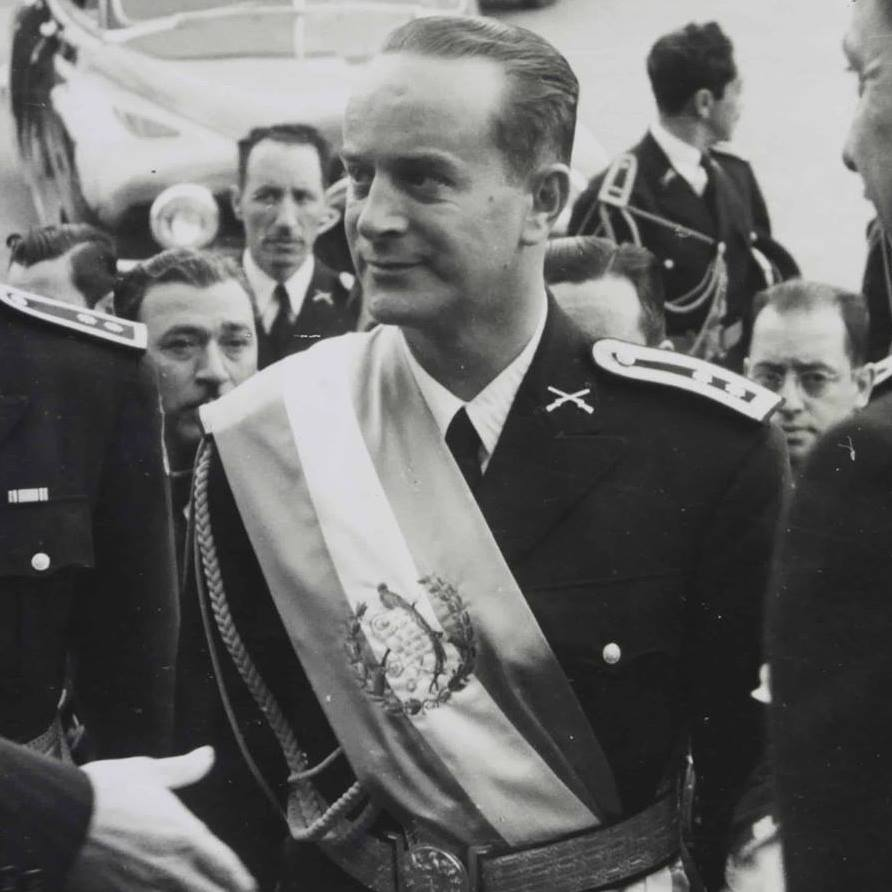
Arbenz w 1950.

Wobec nowego rządu wojska szybko zaczęła rosnąć opozycja. Dołączyło do niej wielu wybitnych przywódców politycznych i wojskowych którzy uznali reżim Ponce za niekonstytucyjny. Wśród oficerów wojskowych w opozycji znaleźli się Jacobo Arbenz i major Francisco Javier Arana. Reżim w odwecie odwołał Arbenza ze stanowiska na akademii wojskowej. Arbenz przeniósł się więc do Salwadoru gdzie organizował grupę przeciwników reżimu. 19 października 1944 roku niewielka grupa żołnierzy i studentów zorganizowanych i prowadzonych przez Arana i Arbanza zaatakowała Pałac Narodowy. Wydarzenie to przeszło do historii jako rewolucja październikowa. Ponce został pojmany i wygnany. Arbebz i Arana wraz z prawnikiem Jorge Toriello ustanowili nowy rząd. Zobowiązali się też do przeprowadzenia przed końcem roku demokratycznych wyborów.
Wybory wygrał Juan José Arévalo Bermejo z koalicji partii lewicowych który zdobył aż 85% głosów. Wybory te są powszechnie uważane za wolne i sprawiedliwe. Arévalo wdrażał postępowe reformy społeczne obejmujące m.in. zwiększenie wydatków na edukację, zmniejszenie płacy minimalnej, reformę rynku pracy i wprowadzenie demokratycznych praw kobiet (które przyznano każdemu obywatelowi z wyłączeniem niepiśmiennych kobiet). Reformy te korzystnie wpłynęły głównie na wyższe klasy średnie, rząd niewiele zrobił jednak dla robotników rolnych i chłopów którzy stanowili większość ludności. Mimo że jego reformy były stosunkowo umiarkowane, został znienawidzony przez Stany Zjednoczone, kapitalistów, Kościół katolicki, właścicieli ziemskich, część oficerów wojska i United Fruit Company. Głównym zarzutem wobec niego było rzekome uleganie wpływom komunistów. W trakcie jego prezydentury miało miejsce co najmniej 25 prób zamachu stanu przeprowadzanych głównie przez zamożnych oficerów wojskowych.
Sam Arbenz został w rządzie Arévalo ministrem obrony. Także Arbenz nie był politykiem popularnym w bardziej konserwatywnych kręgach społecznych. Spowodowane to było tym że jesienią 1947 roku jako minister sprzeciwił się deportacji kilku zagranicznych pracowników podejrzanych o działalność komunistyczną. Po tej decyzji, znany działacz lewicy José Manuel Fortuna zaintrygowany motywami Arbenza odwiedził go. Manuel Fortuna zaraził Arbenza zaciętym nacjonalizmem i pragnieniem poprawy warunków ludzi pracy Gwatemali i wpłynął na jego dalsze poglądy polityczne. W tym samym roku w strzelaninie zginął Arana (między prorządowym wojskiem a jego stronnikami chcącymi obalić demokratycznie wybrany rząd) typowany na następcę Arévalo. W ten sposób rządzący zdecydowali że to Arbenz zostanie kandydatem partii koalicji rządowej w wyborach prezydenckich w roku 1950. Przeciwnikiem Arbenza w wyborach był Miguel Ydígoras Fuentes, który w starciu z dotychczasowy ministrem odniósł sromotną porażkę. Arbenz zdobył 60% głosów. Wybory były wolne i demokratyczne. W kampanii złożył obietnice kontynuacji reform swojego poprzednika oraz uzyskania ekonomicznej niezależności od Stanów Zjednoczonych.

### Prezydentura
Urząd objął w 1951 roku. W przemówieniu inauguracyjnym, Arbenz obiecał przekształcić Gwatemalę z „zacofanego kraju w przeważającej mierze gospodarki feudalnej do nowoczesnego państwa kapitalistycznego”. Przypomniał o swoich zamiarach zmniejszenia zależności od rynków zagranicznych i złagodzenia wpływu zagranicznych korporacji na politykę krajową. Oświadczył, że możliwa jest modernizacja infrastruktury bez kapitału zagranicznego. Prezydent ogłosił plan zakładający: wywłaszczenie nieużytków wchodzących w skład plantacji United Fruit Company oraz budowę zakładów przemysłowych mających konkurować z tymi należącymi do firm amerykańskich. Arbenz był socjalistą chrześcijańskim i rządził w stylu typowym dla europejskiego socjalizmu demokratycznego. Wiele inspiracji czerpał z New Deal amerykańskiego prezydenta Franklina Delano Roosevelta, mimo tego był oskarżany przez United Fruit Company o bycie komunistą.
Reforma rolna będąca centralnym elementem kampanii wyborczej Arbenza stała się w okresie jego prezydentury stałym elementem nacisku ze strony lewicowych formacji które wspierały jego kandydaturę. Arbenz wbrew zaleceniom lewicy wprowadził umiarkowany program który znacznie utrudniało to że aż 70% ziemi (jedynie 12% z niej była użytkowana) należało jedynie do 2% populacji. Reforma rolna została uchwalona 17 czerwca 1952 roku dekretem 900. Na mocy reformy doszło do wywłaszczenia nieużytków większych niż 672 akry (2,7 kilometra kwadratowego). Ziemia została przydzielona poszczególnym rodzinom zamieszkującym okolicę a właściciele gruntów otrzymali rekompensaty.

### Zamach stanu z 1954 roku
Szczególnie niechętne reformie rolnej były Stany Zjednoczone. CIA rozpoczęło operację PBFORTUNE mającą na celu wsparcie szykującego zamach stanu pułkownika Carlosa Castillo Armasa. Amerykanów rozwścieczył też fakt zalegalizowana w 1952 roku radykalnej Gwatemalskiej Partii Pracy. Partia Pracy mimo legalizacji odgrywała w dalszym ciągu niewielką rolę w polityce i posiadała jedynie cztery (na 58) miejsca w senacie. Mimo to legalizacja partii wraz z reformą rolną stała się dla Amerykanów pretekstem do uznania Gwatemali za kraj satelicki względem ZSRR. Współcześnie wiadomo że United Fruit Company lobbingowało CIA do obalenia reformatorskiego rządu Gwatemali jeszcze w trakcie prezydentury Juana José Arévalo Bermejo ale dopiero prezydent Dwight Eisenhower, który objął władzę w 1953 roku zgodził się na bardziej radykalne kroki. Amerykanów zachęcił sukces zamachu stanu w Iranie z 1953 w którym CIA obaliło reformatorski rząd Mohammada Mosaddegha. 19 lutego 1954 roku CIA rozpoczęło akcje Washtub w trakcie której służby odkryły w Nikaragui radziecką broń która rzekomo miała trafić do Gwatemali. Sfingowane znalezisko miało być ostatecznym dowodem na powiązania rządu Gwatemali z ZSRR. Pucz przyśpieszyło wydarzenie z maja 1954 gdy do Gwatemali przypłynął szwedzki statek z zakupioną w Czechosłowacji bronią (sprzęt poniemiecki z II wojny światowej), Amerykanie po raz kolejny uznali iż Guzmán współpracuje z ZSRR. Broń była potrzebna rządowi w procesie reorganizacji armii - Arbenz wiedział o możliwej interwencji amerykańskiej. Pucz odbył się w czerwcu tego samego roku a w miejsce dotychczasowego rządu Amerykanie w dniu 27 czerwca zainstalowali juntę Castillo Armasa. Pojmany został też Carlos Enrique Díaz de León, którego Arbenz wyznaczył na swojego następcę.

### Emigracja
Były prezydent początkowo schronił się w ambasadzie Meksyku (do której trafiło aż 300 uciekinierów) w której spędził 73 dni. Kiedy otrzymał od reżimu prawo do opuszczenia kraju wyjechał do Meksyku a następnie Kanady i po krótkim pobycie w Holandii do Szwajcarii. Nie mógł tam jednak długo pozostać, gdyż nie chciał zrzec się gwatemalskiego obywatelstwa, czego domagali się Szwajcarzy. Na emigracji stał się ofiarą rozpętanej przez CIA nagonki prasowej. Następnymi etapami jego tułaczki po świecie były Paryż, Praga (którą opuścił ze względu na złe traktowanie przez rząd czechosłowacki) i Moskwa, W końcu, w 1957 osiadł w Urugwaju gdzie działał w lokalnym ruchu lewicowym. Przez pewien czas pracował na stanowisku uniwersyteckim w Wenezueli, gdzie otrzymał możliwość swobodnych publikacji na łamach prasy. W końcu został zmuszony do opuszczeniu Urugwaju na skutek zmian politycznych w tym kraju. W 1960 na zaproszenie kubańskiego przywódcy Fidela Castro przyjechał na Kubę by w końcu, po samobójczej śmierci córki osiąść w Meksyku, gdzie zmarł w niewyjaśnionych okolicznościach.

## Upamiętnienie i rehabilitacja
W maju 2011 roku rząd Gwatemali publicznie przeprosił za pucz z 1954 roku i zobowiązał się przywrócić dziedzictwo prezydenta. Ówczesny prezydent Álvaro Colom spotkał się z synem Arbenza, Jacobo Arbenza Villanovą i wypłacił odszkodowanie rodzinie Arbenzów. Od tamtego czasu imieniem Jacobo Árbenza Guzmána nazwano szereg instytucji państwowych, wprowadzono jego postać do programów nauczania oraz wydano serię poświęconych mu znaczków pocztowych.